# Arghandab
Arghandab é um distrito da província de Zabol, no Afeganistão.